# Łewan Arweładze
Łewan Giwijowycz Arweładze, ukr. Леван Гівійович Арвеладзе (ur. 6 kwietnia 1993 w Tbilisi) – ukraiński piłkarz pochodzenia gruzińskiego, grający na pozycji pomocnika.

## Kariera piłkarska

### Kariera klubowa
Wychowanek klubów Dnipro Dniepropetrowsk i Krywbas Krzywy Róg, barwy których bronił w juniorskich mistrzostwach Ukrainy (DJuFL). 14 lipca 2013 roku rozpoczął karierę piłkarską w drużynie Skała Stryj, potem grał w amatorskim zespole Ahrobiznes TSK Romny. W lutym 2015 został piłkarzem klubu Naftowyk-Ukrnafta Ochtyrka. 7 grudnia 2016 przeszedł do Desny Czernihów. W czerwcu 2018 podpisał kontrakt z Zorią Ługańsk. 3 stycznia 2020 wrócił do Desny Czernihów.

## Sukcesy i odznaczenia

### Sukcesy klubowe
Desna Czernihów
- wicemistrz Ukraińskiej Pierwszej ligi: 2016/17